# Борго Сан Пјетро (Ријети)
Борго Сан Пјетро је насеље у Италији у округу Ријети, региону Лацио.
Према процени из 2011. у насељу је живело 913 становника. Насеље се налази на надморској висини од 526 м.